# Кърби Мороу
Кърби Робърт Мороу (на английски: Kirby Robert Morrow), е канадски актьор, комик и сценарист. Най-известен е като глас на редица герои в анимационни филми и сериали и в дублажа на аниме сериали.

## Кариера
Роден е на 28 август 1973 г. Мороу завършва актьорско майсторство в университета Маунт Ройал в Калгари.
Една от първите му роли в озвучаването е Микеланджело в „Нинджа костенурки: Следващата мутация“ през 1997 г.
Измежду по-известните му роли са:
- Скот Съмърс „Циклопс“ в „Х-Мен: Еволюция“ (2000–2003)[1]
- Гоку в английския дублаж на Dragon Ball Z (дублаж на студио Оушън; 2000–2003)[1]
- Принц Ерик в „Барби в Лешникотрошачката“ (2001)[1]
- Мироку в „Инуяша (2002–2006)“[1]
- Джош в „Галактически екип“ (2006–2007)[1]
- Коул в „Нинджаго“ (2011–2020).[1]

Мороу също гастролира в игрални сериали като „Старгейт“ (в ролята на капитан Дейв Клайнман), „Светкавицата“, „Добрият доктор“ и други.
Една от последните му роли е Уинстън в епизода An Education in Murder от сериала „Мистерия 101“, излъчен по Hallmark Movies & Mysteries на 29 март 2020 г.

## Смърт
Кърби Мороу умира на 47 години на 18 ноември 2020 г. Новината е съoбщена във Фейсбук от брат му, Кейси Мороу. Причината за смъртта му не се съобщава.